# Santa Maria (Romblon)
Santa Maria is een gemeente in de Filipijnse provincie Romblon op het eiland Tablas. Bij de laatste census in 2007 had de gemeente bijna 8 duizend inwoners.

## Geografie

### Bestuurlijke indeling
Santa Maria is onderverdeeld in de volgende 6 barangays:
| - Bonga - Concepcion Norte - Concepcion Sur - Paroyhog - San Isidro - Santo Niño |

## Demografie
Santa Maria had bij de census van 2007 een inwoneraantal van 7.520 mensen. Dit zijn 196 mensen (2,7%) meer dan bij de vorige census van 2000. De gemiddelde jaarlijkse groei komt daarmee uit op 0,36%, hetgeen lager is dan het landelijk jaarlijks gemiddelde over deze periode (2,04%). Vergeleken met de census van 1995 is het aantal mensen met 265 (3,4%) afgenomen.

De bevolkingsdichtheid van Santa Maria was ten tijde van de laatste census, met 7.520 inwoners op 36,2 km², 215,1 mensen per km².